# Neoturris crockeri
Neoturris crockeri is een hydroïdpoliep uit de familie Pandeidae. De poliep komt uit het geslacht Neoturris. Neoturris crockeri werd in 1940 voor het eerst wetenschappelijk beschreven door Bigelow. 